# 此元和津也
此元 和津也（このもと かづや）は、日本の漫画家、脚本家。ピクス所属。
2006年にデビューした後、2013年から4年以上に渡って連載した作品『セトウツミ』が、オーディオブック、映画、テレビドラマとなるなどヒット作となった。

## 来歴
初めて執筆した漫画が『月刊アフタヌーン』主催のアフタヌーン四季賞にて準入選を果たす。2作目の短編『ダミー』が『コミックバーズ』主催の幻冬舎コミックス新人漫画賞と審査員特別賞を受賞し、名義を此元和津也として同誌にて2006年8月に掲載されてデビューした。
その後映画『こわい童謡』（2007年7月24日発表）、小説『陰日向に咲く』（2008年1月24日発表）を漫画化。
初めての連載作品として長編『スピナーベイト』を2010年から2011年に渡って執筆。
連載が終了した後、再び読み切りの短編として『月刊少年チャンピオン』にて「マジ雲は必ず雨」（2013年）を発表。その後『セトウツミ』と改題した続編を『別冊少年チャンピオン』にて連載開始。第18回 手塚治虫文化賞 読者賞にノミネートされたほか、朝日新聞の書評でも「その世界にはまっていった」「あまりにも水際立ったラストシーン」「マンガという表現の枠が広がった」と評価を得た。
ダ・ヴィンチニュースの記事ではセトウツミを「THE3名様の血筋です。」と形容している。同作品は2017年に完結した。
短編漫画集『テリトリー』を2016年2月24日に幻冬舎コミックスから発表、描き下ろし作品を含む7編が収録された。
2018年よりピクスに所属し、初めて脚本家として『MATCH girls』の制作に参加、2018年12月10日に公開される。

## 作品リスト

### 漫画

#### 連載
- スピナーベイト（『コミックバーズ』2010年5月号 - 2011年8月号）
- セトウツミ（『別冊少年チャンピオン』2013年5月号 - 2017年12月号）

#### 読切
- ダミー（『コミックバーズ』2006年8月号） - 『テリトリー』に収録。
- テリトリー（『コミックバーズ』2008年12月号） - 『テリトリー』に収録。
- 百年カレンダー（『コミックバーズ』2012年6月号） - 『テリトリー』に収録。
- マジ雲は必ず雨（『月刊少年チャンピオン』2013年1月号） - 『セトウツミ』第1巻に収録。
- 「このまま終わってたまるか」なんて言いながら（『ジャンプ改』2013年2月号） - 『テリトリー』に収録。
- トシくんとハナちゃん（『コミックバーズ』2013年9月号） - 『テリトリー』に収録。
- バーン（『プリンセスGOLD』2015年9月号） - 『セトウツミ』第5巻に収録。
- メトロノーム（『月刊バーズ』2016年3月号） - 『テリトリー』に収録。
- チカチカ（短編集『テリトリー』描き下ろし）
- 兄弟の終わり（『ヤングアニマル嵐』2016年9号）
- 鈴木について（『漫画アクション』2017年21号）

#### 単行本
- 『こわい童謡』、幻冬舎コミックス〈バーズコミックス〉 2007年、全1巻
- 『陰日向に咲く』、幻冬舎コミックス〈バーズコミックス〉 2008年、全1巻
- 『スピナーベイト』、幻冬舎コミックス〈バーズコミックス〉 2010年 - 2011年、全3巻
- 『セトウツミ』、秋田書店〈少年チャンピオン・コミックス〉 2013年 - 2017年、全8巻
- 『テリトリー』、幻冬舎コミックス〈バーズコミックス スペシャル〉 2016年、短編集

### 脚本
- MATCH girls （2018年）
- ブラック校則（2019年）[8]
- オッドタクシー（2021年）[9]
- 男性ブランコの浦井のりひろのコントライブ「浦井が一人と『話』が三つ」（2021年）[10]
- 映画 オッドタクシー イン・ザ・ウッズ（2022年）[11]
- ホウセンカ（2025年）[12]

### その他
- セトウツミ コノモトメモ（『Souffle』2023年5月26日[1] - ） - 『セトウツミ』の舞台化を記念したエッセイ連載[13]。